# ديف لويس (رائد أعمال)
ديف لويس (بالإنجليزية: Dave Lewis)‏ هو كبير الإداريين التنفيذيين ورائد أعمال بريطاني، ولد في مارس 1965 في يوركشاير في المملكة المتحدة.